# Airtours
Airtours grundades år 1998 och är Sveriges fjärde största researrangör. Airtours arrangerar charterresor och paketresor med reguljärflyg. Airtours säljer även enskilda flygbiljetter och hotellövernattningar. Resorna säljs via Internet, telefon och i Airtours butiker samt via resebyråer runt om i landet. Airtours har en butik i Stockholm (huvudkontor) med drygt 30 anställda i Sverige. År 2013 reste cirka 120 000 resenärer med Airtours.

## Historia
Airtours grundades år 1998 efter att ha köpt upp det konkursförlagda företaget med samma namn. Airtours började som en resebyrå och var återförsäljare av flygbiljetter och charterresor fram till år 1999 då företaget erhöll egna IATA-rättigheter och kunde således sälja egna biljetter. Airtours började tidigt att specialisera sig på resor till utvalda storstäder. År 1999 började Airtours att kontraktera hotell i Paris, samma destination som deras första charterflyget gick till samma år. Detta var ett nytt sätt att jobba på inom citysegmentet och Airtours blev således först i Sverige med att införa charterkonceptet på cityresor. År 2004 utökade Airtours sitt program och började sälja charterresor till sol- och baddestinationer framför allt kring Medelhavet.

## Ägare
Airtours är en svensk privatägd researrangör. Från och med 2022 är Sunweb ägare av Airtours.

## Resmål
Airtours säljer resor till 37 olika storstäder och ca 36 olika sol- och badresmål. Avreseorterna är huvudsakligen Arlanda, Landvetter och Kastrup.